# Marlon James (football)
Pour l’article homonyme, voir Marlon James.
Marlon Alex James (né le 16 novembre 1976 à Kingstown) est un footballeur saint-vincentais et grenadin, aujourd'hui retiré.

## Biographie

### En club
Il est deux fois sacré meilleur buteur de Malaisie en 2008 et en 2013.

### En équipe nationale
International de Saint-Vincent-et-les-Grenadines depuis 1995, il participe à la Gold Cup 1996, où sa sélection est éliminée au premier tour. Il prend part à dix matchs de qualification pour la Coupe du monde, inscrivant quatre buts.